# Sarló Sándor
Sarló Sándor, írói álnevein Pór Tibor, Sarló, született Bauer Tivadar (Nagykőrös, 1899. december 27. – Budapest, 1986. április 14.) Aranytoll életműdíjas magyar író, költő, újságíró.

## Élete
Tanulmányait Szegeden végezte. Az első világháború idején bevonult katonának. 1919-ben részt vett a leszerelt katonák mozgalmában s ott volt a szegedi kommunisták minden tüntetésén, de ekkoriban még nem volt párttag. Pályafutását újságíróként kezdte, a Munka, illetve a Szeged című periodikák munkatársaként. 1923-ban felköltözött a fővárosba, ahol a Pesti Napló, a Színházi Élet és más lapoknál is dolgozott. Verseskötete 1 címmel 1924-ben jelent meg, Pór Tibor álnév alatt, Juhász Gyulának dedikálva. A következő évben Franciaországba, Párizsba települt, ahol színdarabokat, elbeszéléseket, politikai jeleneteket és kisregényeket is írt, melyeket a Párizsi Munkásban jelentetett meg. 1930-ban letartóztatták és börtönbe zárták, majd miután kiszabadult a Szovjetunióba, Moszkvába költözött, ahol a Sarló és Kalapács egyik szerkesztőjeként működött, versei mellett novellái is itt jelentek meg. A második világháborút követően 1946-ban visszatért hazájába, ahol az Új Szó, majd 1948-tól hét éven át az Új Világ című lap szerkesztője volt. 1955-től 1957-ig a Hungary és Vengrija című angol, illetve magyar nyelvű lap szerkesztőjeként dolgozott. 1986-ban hunyt el.

## Művei
- 1 (Budapest, 1924)[3]

## Díjai, elismerései
- Munka Érdemrend arany fokozata (1970, 1980)
- Aranytoll (1979)